# Distrito de David
David es uno de los distritos que conforman la provincia de Chiriquí, República de Panamá. Consta de doce corregimientos, posee una superficie de 868.4 km cuadrados y una población de 172,000 habitantes (según el censo de 2010).

## Historia
Existen dos versiones sobre el posible origen del nombre de esta ciudad. Armando Aizpurúa, de la Academia Panameña de la Historia, indica que tal nombre procede del español David Honrado, natural de Extremadura, España, quien para evadir la pena de cárcel a la cual fue condenado por una leve causa, se embarcó hacia el Nuevo Mundo llegando hasta Santiago de Alanje, donde se dedicó al comercio por trueque, cambiando mercadería por pescado, animales de caza y oro.
Posteriormente, el señor Honrado se trasladó a una fértil llanura situada en las cercanías de un afluente del río "Madre Vieja", a la cual se denominaba Chiriquita. Allí, residían moradores de Alanje, quienes recibieron con simpatía al popular comerciante, al grado de llamarle al caserío: el pueblo de David. Años más tarde, señala Aizpurúa, específicamente el 19 de marzo de 1602, en una ceremonia oficial y bajo las órdenes de López de Sequeira, la incipiente ciudad recibe el nombre de San José de David.
Según Osorio la hipótesis más confiable se relaciona con el origen hebraico del gobernador López de Sequeira, quien posiblemente fue motivado a designar el nuevo poblado con el nombre del famoso rey judío, y esto no en marzo de 1602, ya que, a principios de ese año, Sequeira recién tomaba posesión de su cargo y la labor de fundación debió ser ejecutada a mediados del mencionado año por su lugar teniente Francisco de Gama.
En 1732, indios Mosquitos precedentes de Nicaragua, caracterizados por su agresividad y fiereza, se abalanzaron contra el pequeño caserío de David, saqueando sus riquezas y asesinando despiadadamente al único misionero franciscano residente en el pueblo, le arrancaron la piel del cráneo, clavaron el cuero cabelludo en una lanza y luego lo quemaron.
Después de su fundación, David se convirtió rápidamente en un centro de importancia política y económica, especialmente porque fue levantada con el objetivo de encontrar un lugar estratégico e intermedio entre las poblaciones de Remedios y Alanje.
David hasta 1831, se denominó Parroquia de David, luego llevó el título de villa, siendo capital del Cantón de Alanje, luego de la Provincia y después del departamento. Al crearse la provincia de Chiriquí, según decreto del 26 de mayo de 1849, se elige como su capital la villa de David. En 1860, con una nueva ley sobre división territorial, recibió el título de ciudad.
La ciudad de David a través de su historia ha sido escenario de diversos conflictos armados. En 1868 se alzó en ella el Coronel Nepomuceno Herrera, aspirante a la Presidencia del Estado y en el marco de la Guerra de los Mil Días, la ciudad fue tomada el 3 de abril de 1900 por las tropas liberales.
Con el advenimiento de la República se inicia una nueva época para el desenvolvimiento de la vida social, política y económica del distrito: la construcción del Ferrocarril de Chiriquí (1914 -1916), que permite la comunicación entre David, Pedregal, La Concepción, Boquete, Potrerillos y Puerto Armuelles; el servicio de luz eléctrica brindado inicialmente por la compañía Halphen (1920) y luego por los Hnos. González Revilla (1927) a través de Empresas Eléctricas de Chiriquí; la carretera Nacional o Central inaugurada en 1931 y la Interamericana, culminada en 1967.

## División político-administrativa
Está conformado por doce corregimientos:
- David (Capital)
- Bijagual
- Chiriquí
- Cochea
- Guacá
- Las Lomas
- Pedregal
- San Carlos
- San Pablo Nuevo
- San Pablo Viejo
- David Este
- David Sur

Posee 124 lugares poblados, los cuales en su conjunto cubren una superficie de 869.1 kilómetros cuadrados.

## Geografía

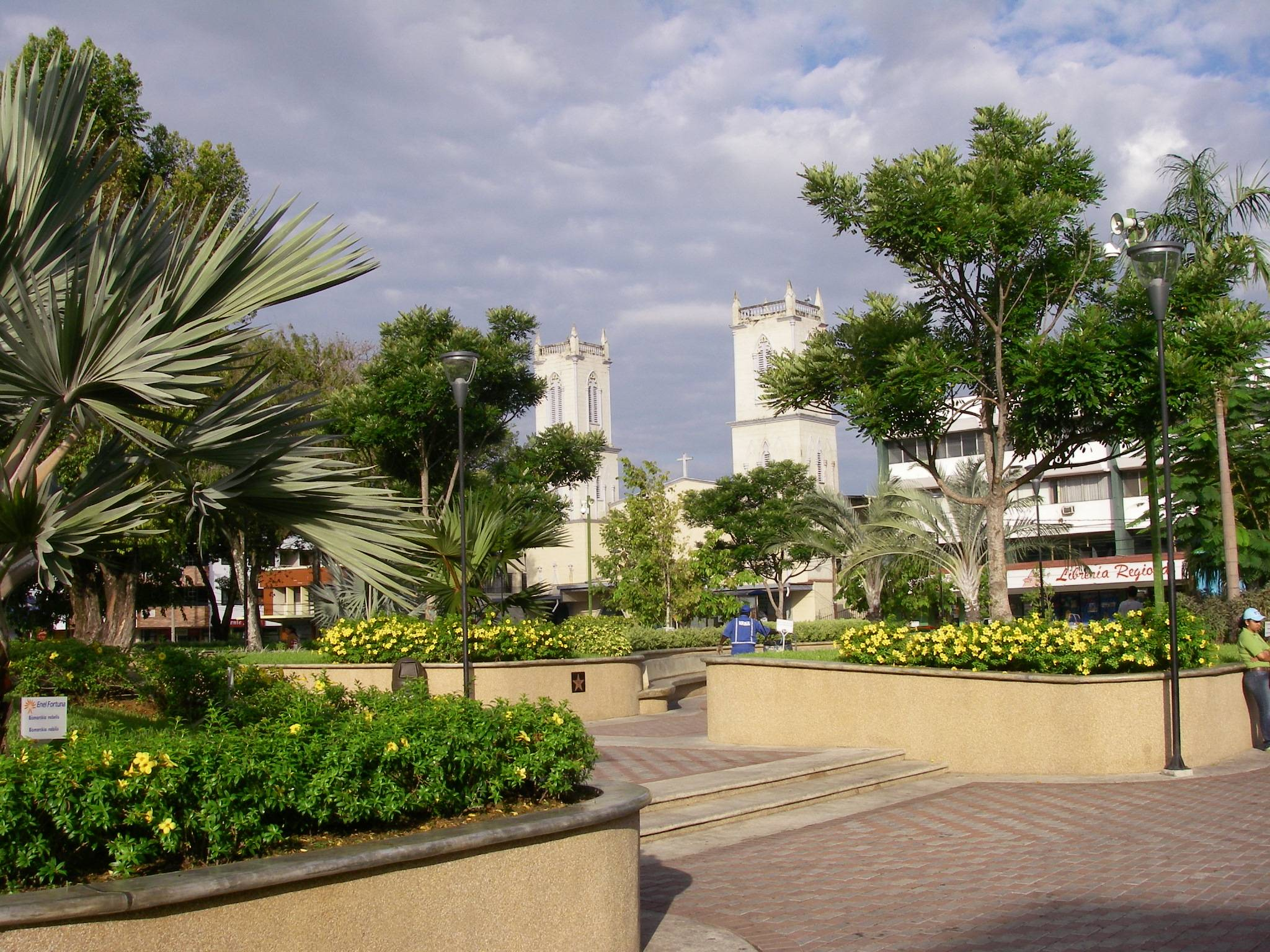
Parque Miguel De Cervantes Saavedra en la Ciudad de David

Es un distrito de segundo orden de división administrativa (class A - Región Administrativa) ubicado en la Provincia de Chiriquí, Panamá (Norteamérica) con un código de región de Américas/Western Europe. Se encuentra a una altitud de 8 metros sobre el nivel del mar.
Sus coordenadas son 8°24'0" N y 82°24'0" W en formato DMS (grados, minutos, segundos) o 8.4 y -82.4 (en grados decimales). Su posición UTM es LK42 y su referencia Joint Operation Graphics es NC17-14.

## Hidrografía
Los cursos de agua más importantes del distrito son los ríos: Cochea, Chiriquí, David, Majagua, Platanal, Papayal y Soles. Sus elevaciones más prominentes son: Cerro Bajo, Cerro Santa Cruz, Cerro San Cristóbal, Cordillera de San Carlitos, y Cerro Pico de Loro.

## Clima
En David se manifiestan 2 tipos de clima: tropical de sabana (Awi) y tropical húmedo (Ami). Sus actividades agropecuarias son escasas (maíz, arroz, sorgo, naranjas, ganado vacuno, gallinas), dado que la población se dedica en su mayor parte al sector terciario (servicios públicos y privados) y secundario (industrias de la construcción, gaseosas).

## Turismo

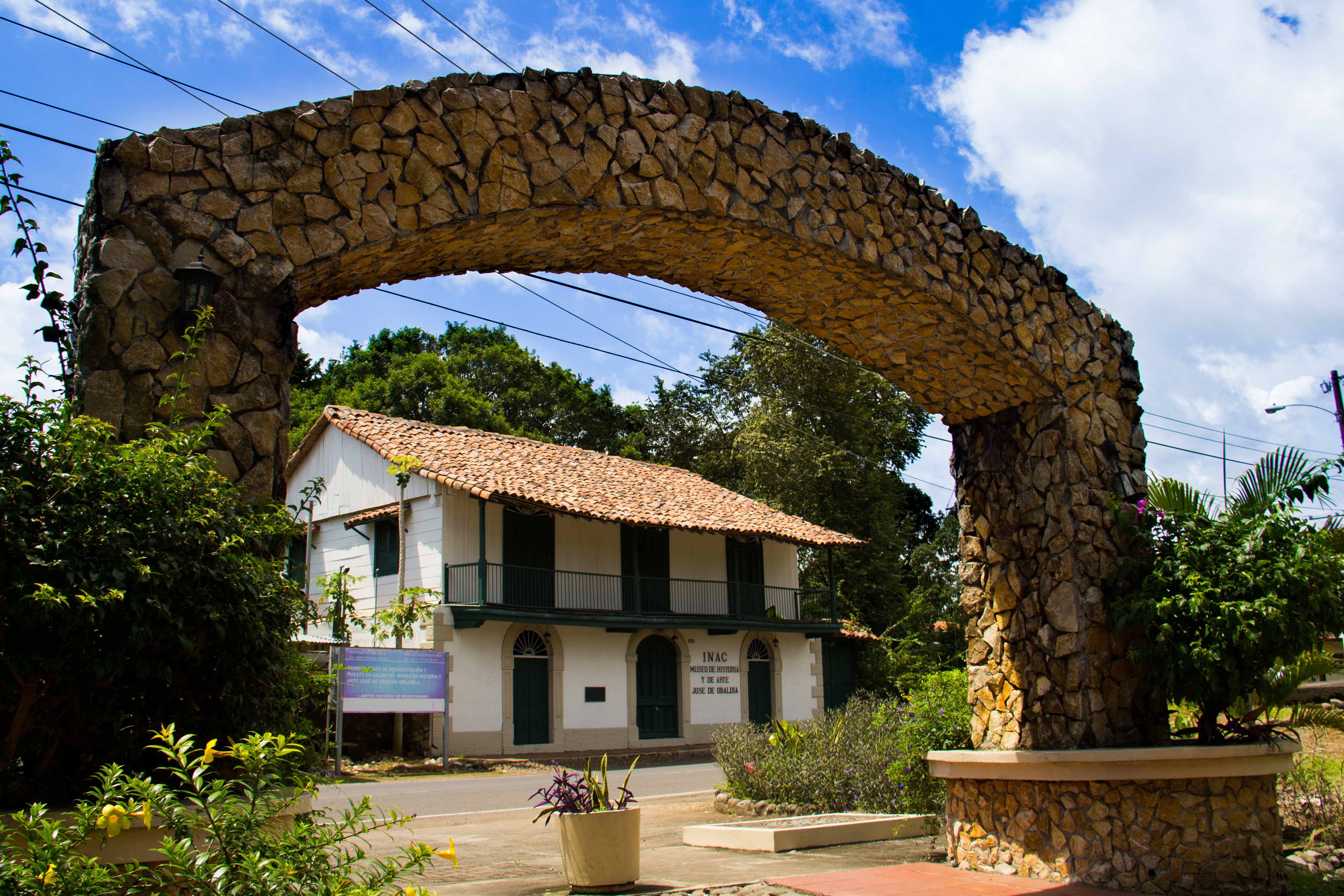
Residencia de José de Obaldía, sede del Museo de Historia y de Arte José de Obaldía.

Como sitios de interés turístico se encuentran el Puerto Pedregal, a través del cual se tiene acceso a las Islas Páridas, donde existen establecimientos, de descanso y recreación, y se puede practicar la pesca deportiva; las fuentes termales de San Carlitos, el Museo de Historia y Arte José de Obaldía Orejuela, el Museo Histórico «Julio Gómez», en San Pablo y la Torre de la Catedral de San José de David, construida en 1891 por el italiano José Belli.

## Cultura
El distrito también es sede de eventos internacionales como la Feria de San José (celebrada en marzo) y la vuelta ciclística a Chiriquí (noviembre). Tradicionalmente, se celebran las patronales del distrito el 19 de marzo.
En noviembre se efectúa el Festival del Tambor Chiricano en el casco viejo de la ciudad, conocido como Barrio Bolívar o del Peligro.